# Włamanie na śniadanie
Włamanie na śniadanie (ang. Bandits) – amerykańska komedia kryminalna z 2001 roku w reżyserii Barry’ego Levinsona.

## Obsada
- Bruce Willis – Joe Blake
- Billy Bob Thornton – Terry Lee Collins
- Troy Garity – Harvey Pollard, kuzyn Joego
- Cate Blanchett – Kate Wheeler

## Fabuła
Joe Blake (Bruce Willis) i Terry Collins (Billy Bob Thornton) są słynnymi specami od rabowania banków. Mają całkiem oryginalną metodę obrabiania banków – spędzają noc w domu pracownika banku, który ma dostęp do skarbca, a rano jadą z nim i biorą łup. Jednak po latach ciężkiej pracy coraz częściej myślą o przejściu na emeryturę. Ostatni w karierze napad na bank ma sfinansować zakup pensjonatu, w którym chcą nareszcie zaznać spokoju i nacieszyć się życiem.
Sprawy się skomplikują, gdy na ich horyzoncie z piskiem opon pojawia się pewna kobieta, sfrustrowana swoim dotychczasowym życiem w roli gospodyni domowej. Obaj wspólnicy zaczynają powoli ulegać jej urokowi.

## Nagrody i nominacje
Złote Globy 2001
- Najlepszy aktor w komedii lub musical – Billy Bob Thornton (nominacja)
- Najlepsza aktorka w komedii lub musicalu – Cate Blanchett (nominacja)